# Вайсенберг Самуїл Абрамович
Самуїл Абрамович Вайсенберг (4 грудня 1867, Єлисаветград — 1928, Зінов'євськ) — український лікар і антрополог, дослідник євреїв та караїмів.
Народився в сім'ї купця другої гільдії Абрама Марковича Вайсенберга. Після успішного закінчення гімназії у Карлсруе вступив до Гейдельберзького університету, де в 1890 році отримав диплом лікаря, а пізніше — ступінь доктора медицини.
Результати його антропологічних досліджень серед євреїв Півдня Росії були удостоєні золотої медалі Московського природничо-наукового товариства. У цій роботі, на підставі порівняння євреїв із іншими народами, він робить висновок, що євреї є не єдиною расою, а продуктом змішання кількох антропологічних типів. Опублікував ряд праць із фольклору та етнографії євреїв.
Пізніше займався дослідженнями антропології караїмів, намагаючись довести, що існує спорідненість між караїмами і татарами, і що караїми з'явилися в результаті змішування євреїв і татар.